# Llorenç del Penedès
Llorenç del Penedès (spanisch Lloréns) ist eine Gemeinde (municipi) mit 2.431 Einwohnern (Stand: 2024) in der Provinz Tarragona in der Autonomen Gemeinschaft Katalonien im Nordosten Spaniens. Zur Gemeinde gehört neben dem Hauptort Llorenç del Penedès die Ortschaft El Priorat de Banyeres.

## Geographische Lage
Llorenç del Penedès liegt zwischen Barcelona (65 km in westsüdwestlicher Richtung entfernt) und Tarragona (50 km in ostnordöstlicher Richtung entfernt) in einer Höhe von ca. 160 m. 

## Bevölkerungsentwicklung
| Jahr      | 1970 | 1981 | 1991 | 2001 | 2011 | 2021 |
| Einwohner | 1051 | 1222 | 1306 | 1647 | 2245 | 2381 |

## Sehenswürdigkeiten
- Burg von Llorenç del Penedès, historistische Überwölbung gotischer Architektur
- Laurentiuskirche (Església de Sant Llorenç)
- Sternenkapelle (Ermita de l'Estrella)

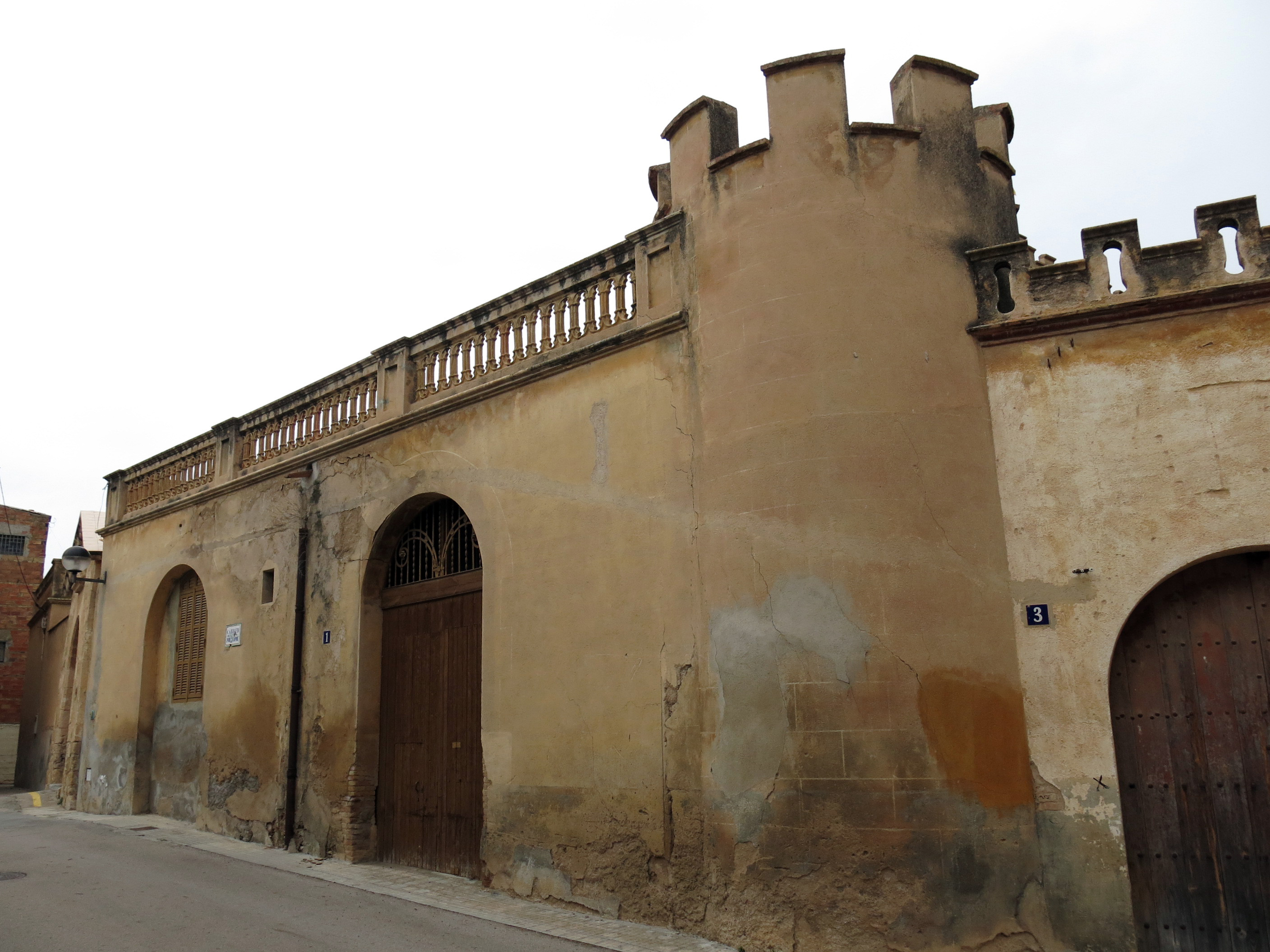
Burg von Llorenç del Penedès
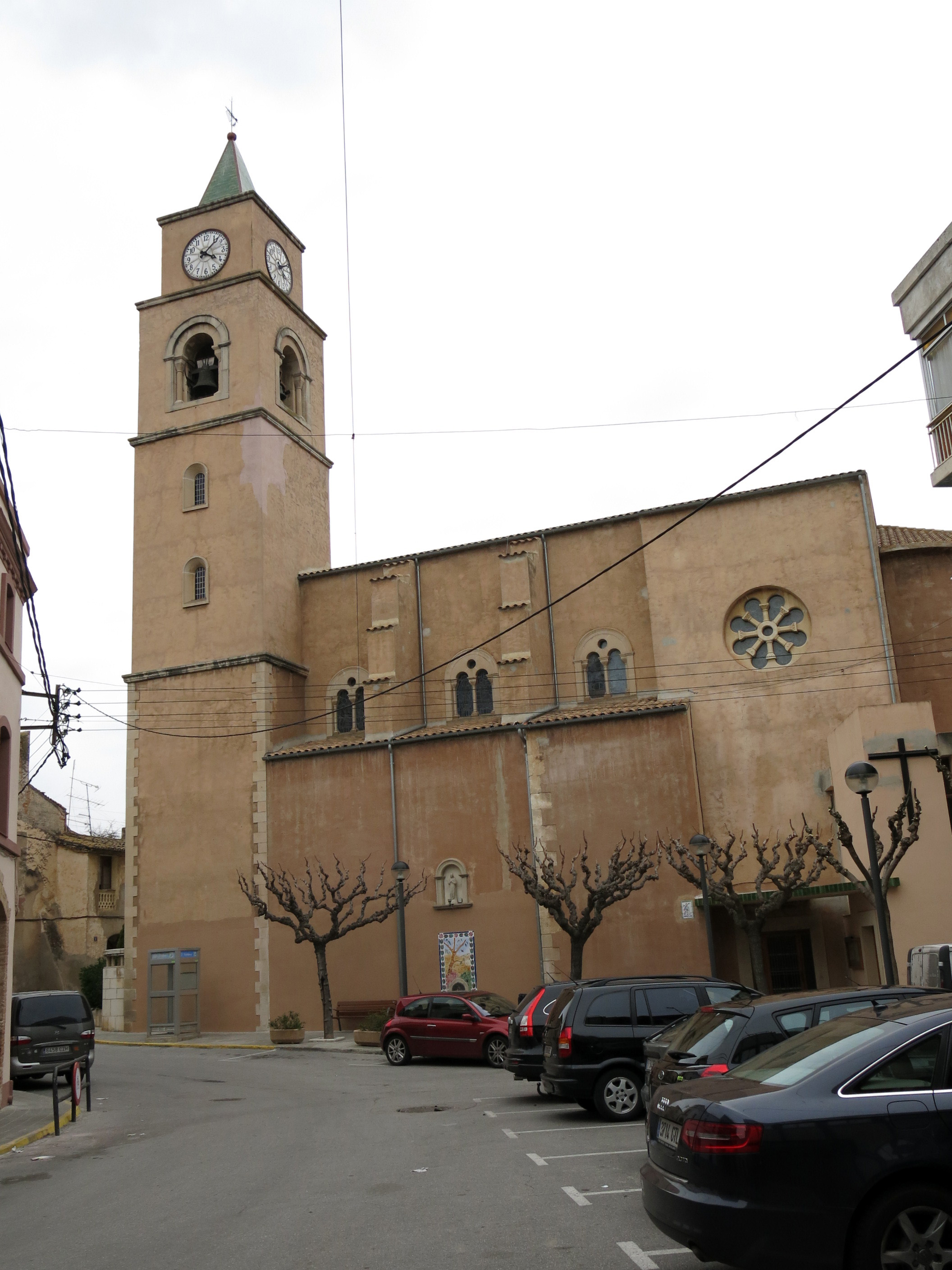
Laurentiuskirche
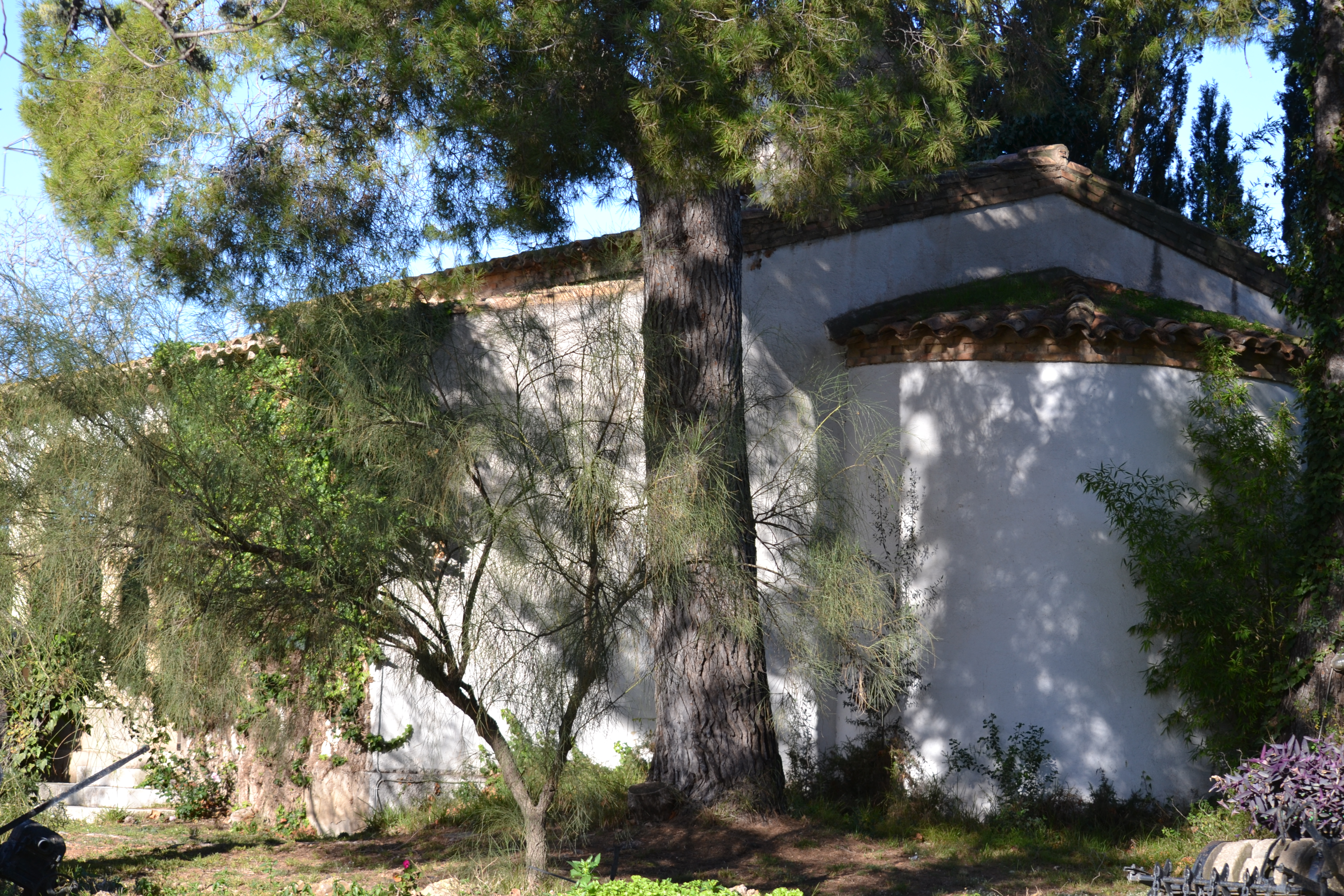
Sternenkapelle
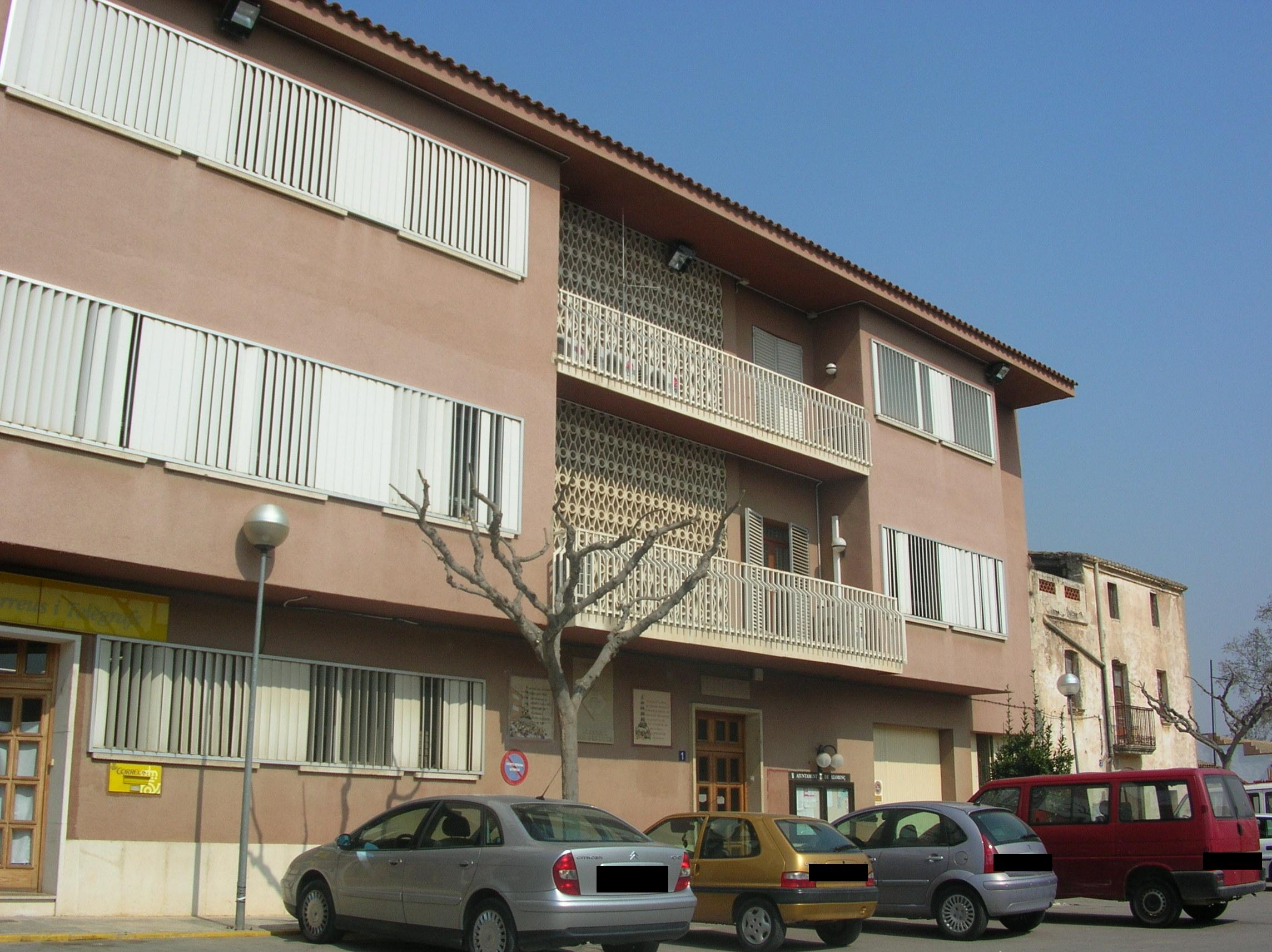
Altes Rathaus
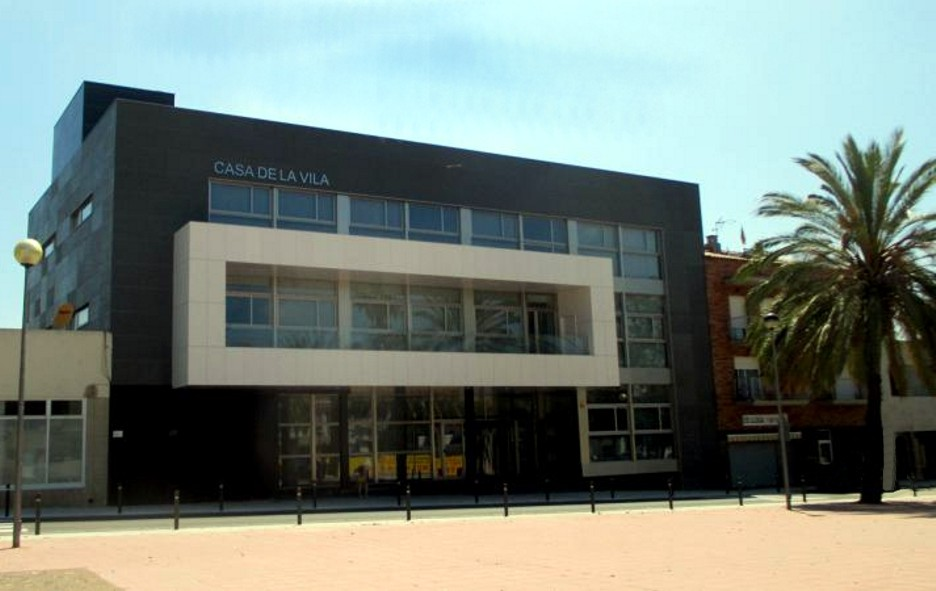
Neues Rathaus

## Persönlichkeiten
- Mireia Benito (* 1996), Radrennfahrerin